# Сынковичи
Сынковичи (транслит.: Synkavičy; бел. Сы́нкавічы) — деревня в Зельвенском районе Гродненской области Беларуси. Входит в Сынковичский сельсовет.

## География
Расположена в 15 км от города Слонима по дороге на Волковыск. Поблизости от Сынковичей есть другая деревня — Елка.

## Транспорт
Рядом проходит Гродненская трасса (Р99). До деревни можно добраться на автобусах.

## Достопримечательности
- Церковь Святого Архангела Михаила —  Историко-культурная ценность Республики Беларусь, шифр 410Г000282
- Братская могила —  Историко-культурная ценность Республики Беларусь, шифр 413Д000283
- Памятный знак жертвам геноцида (03.07.2023).

## Галерея

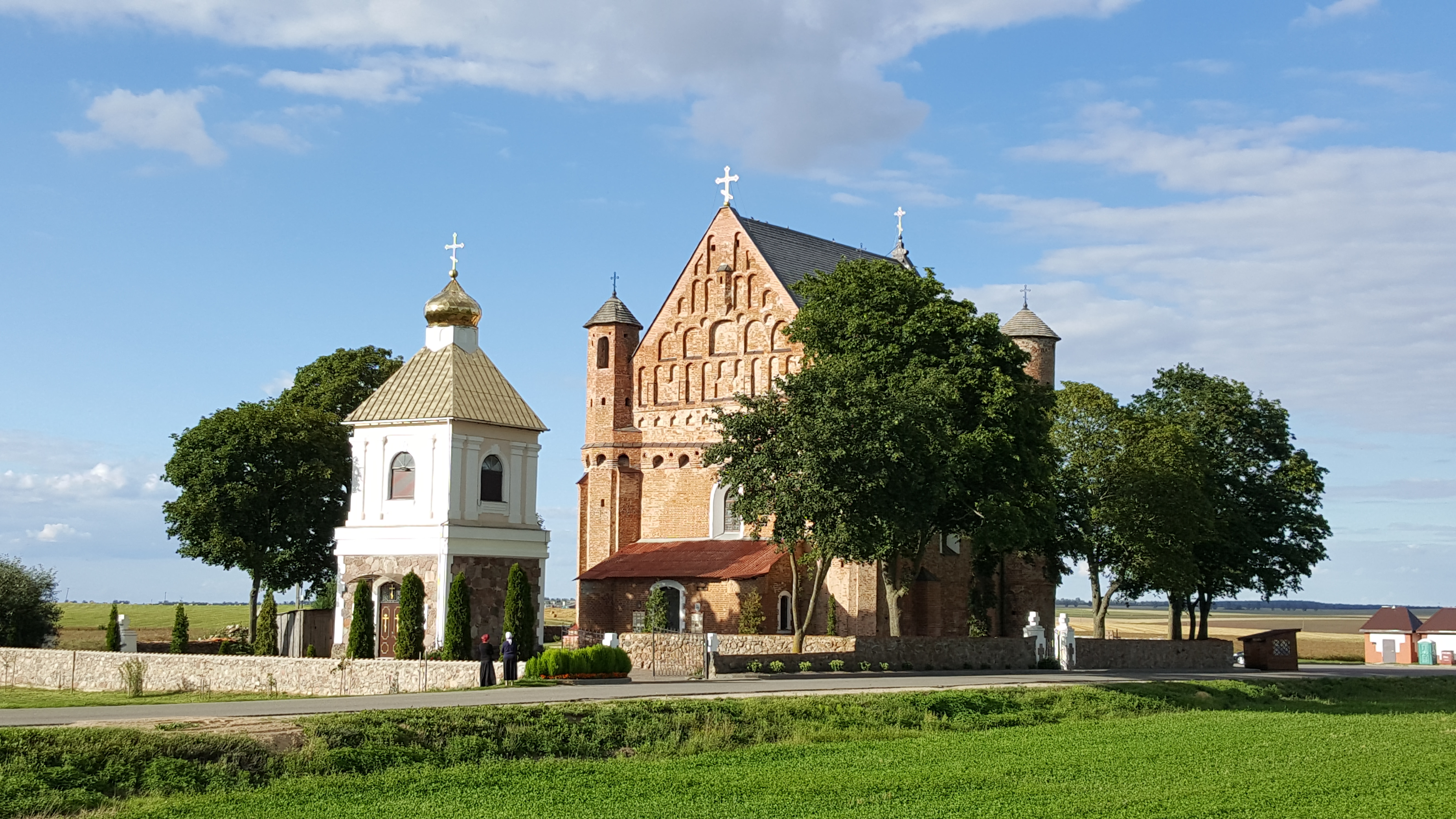
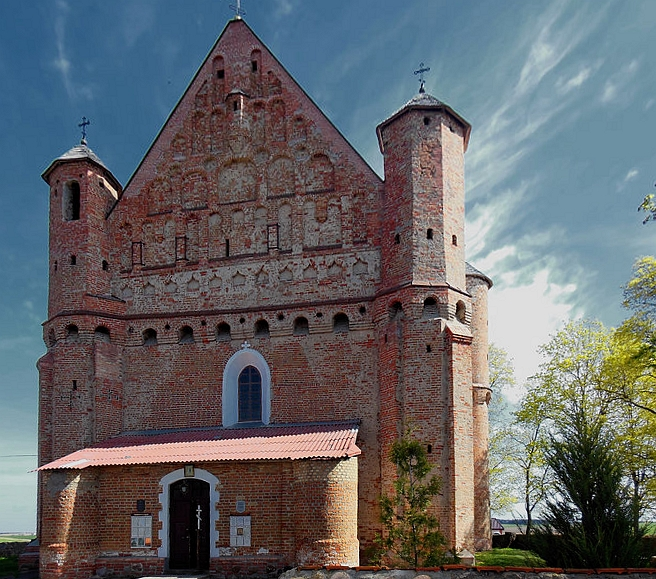
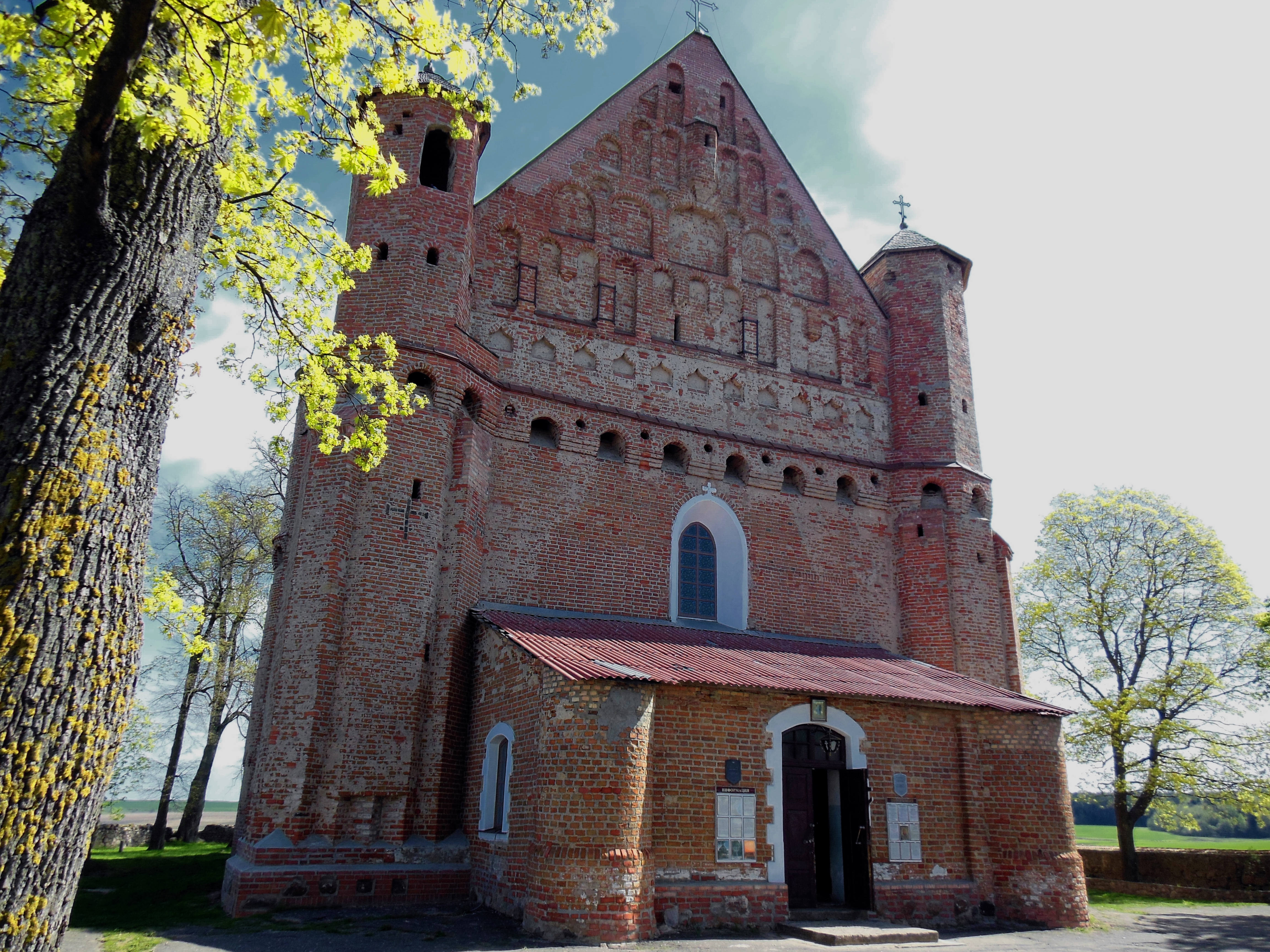
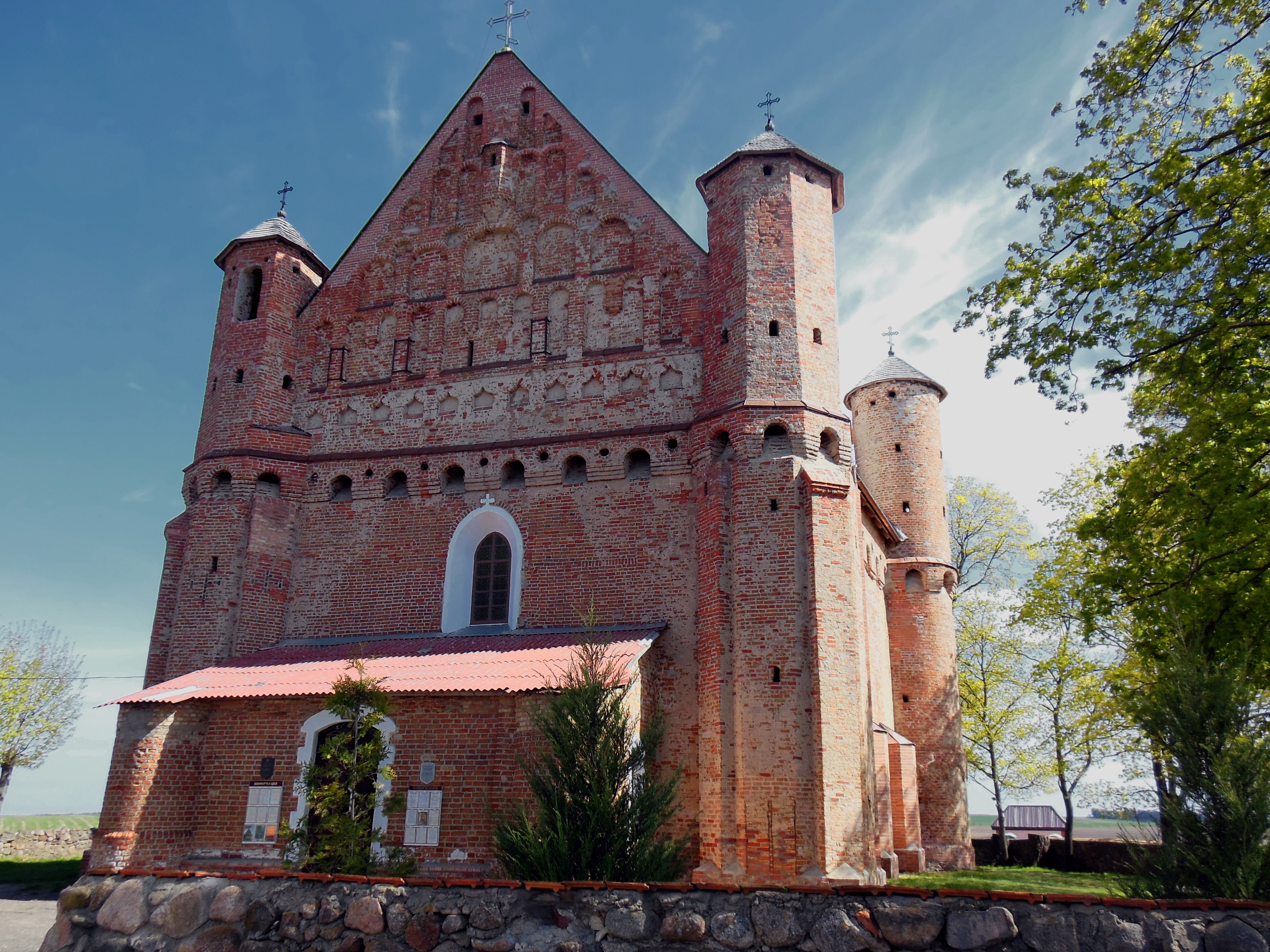
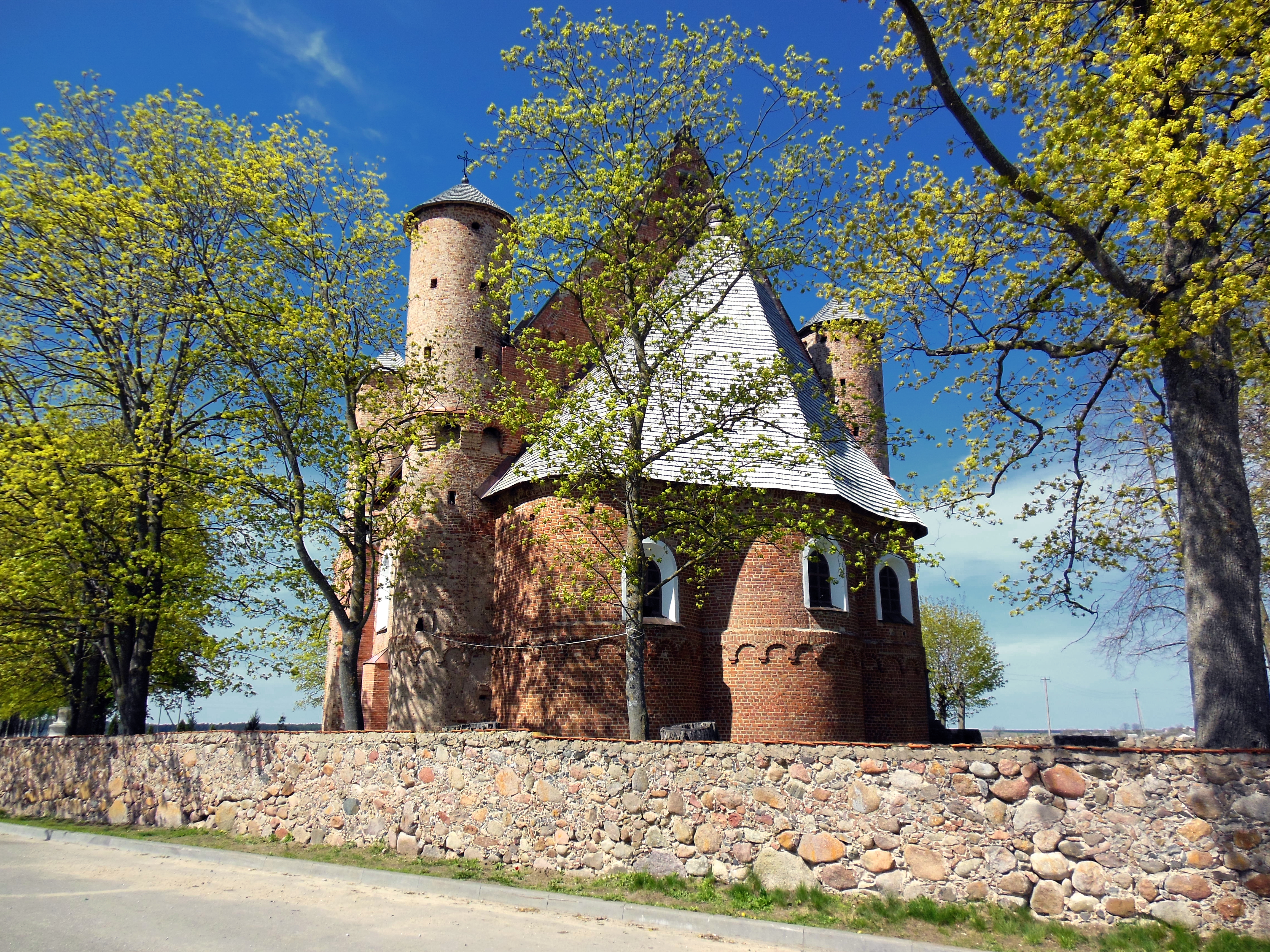
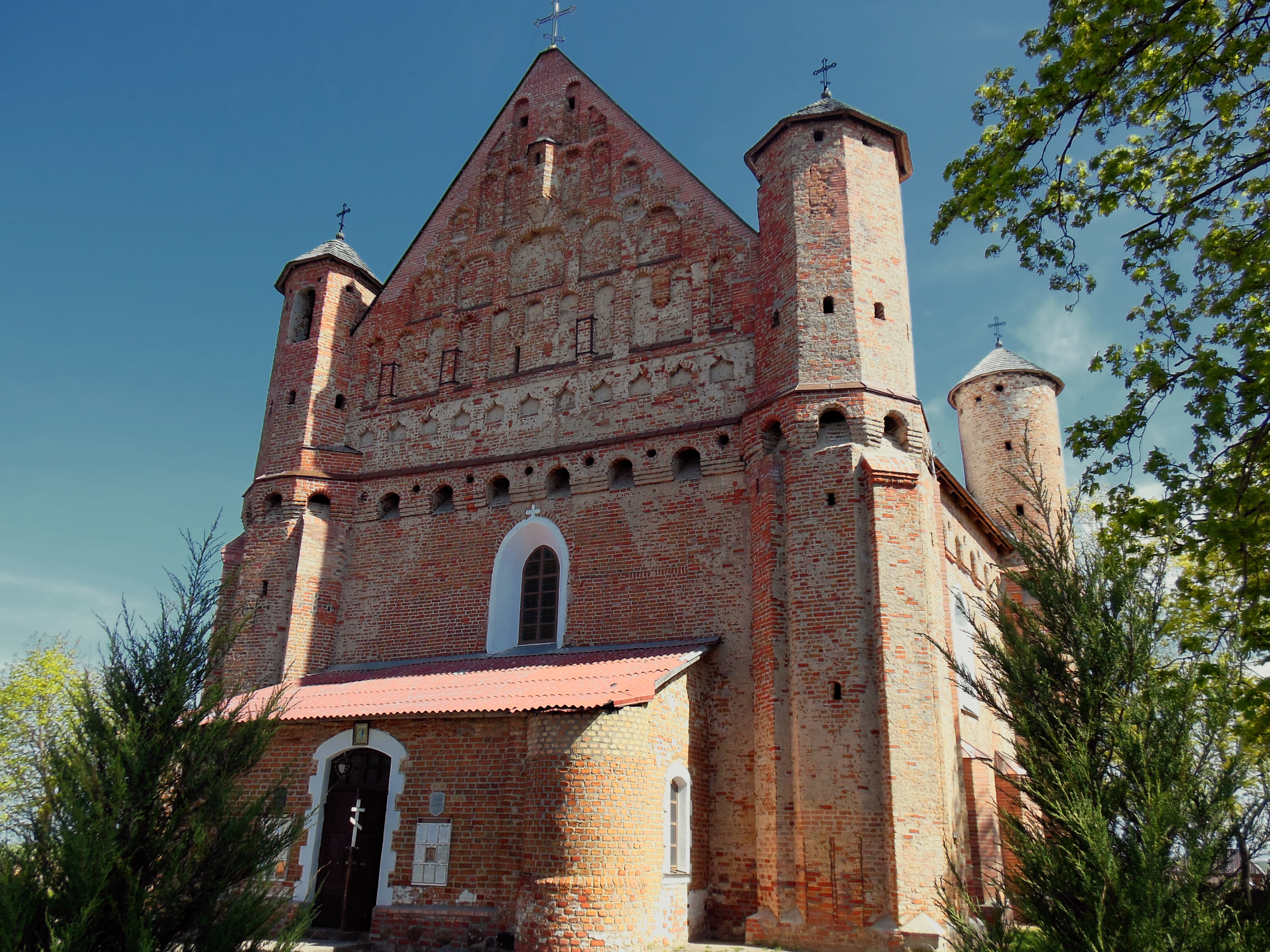
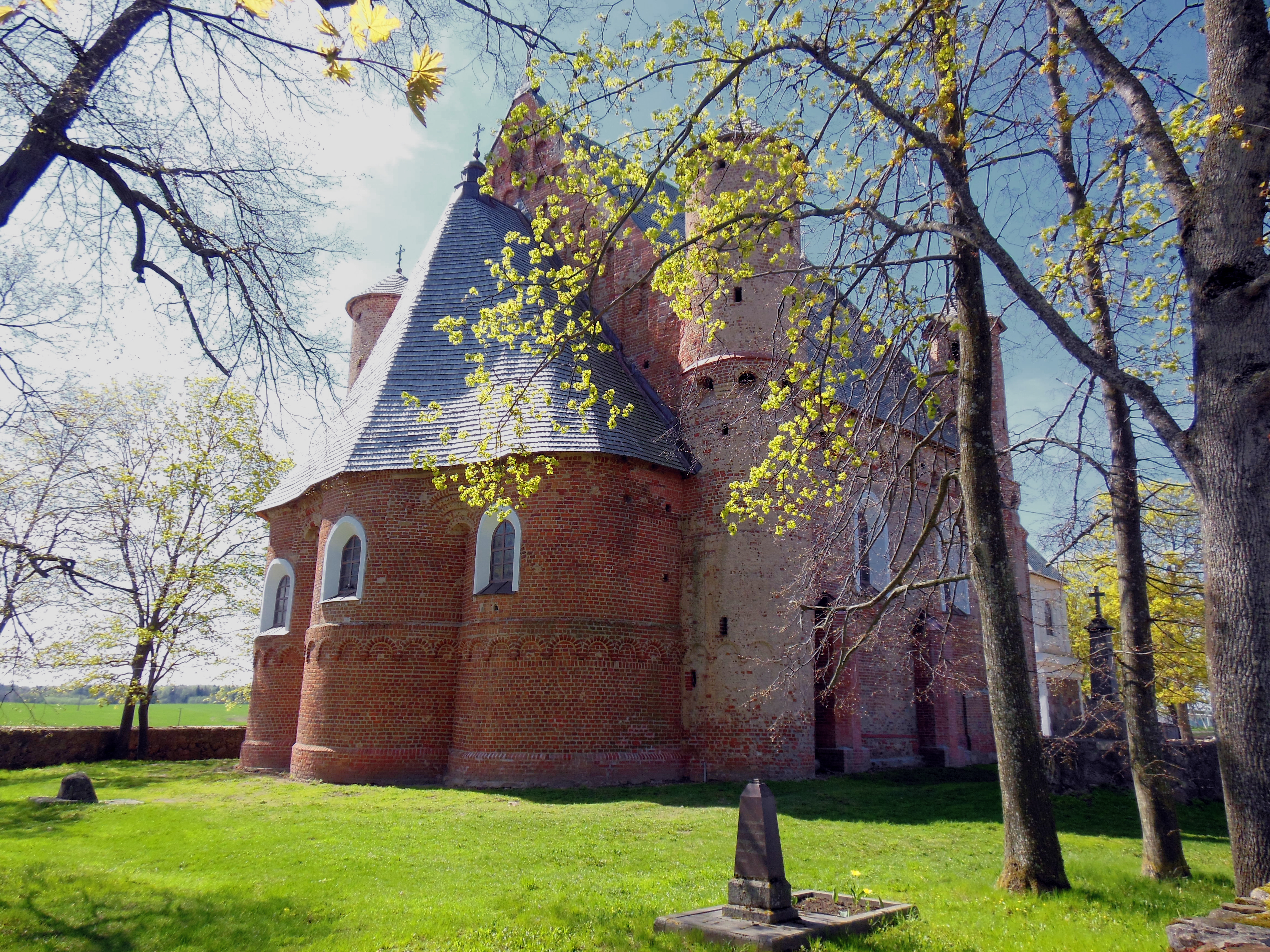
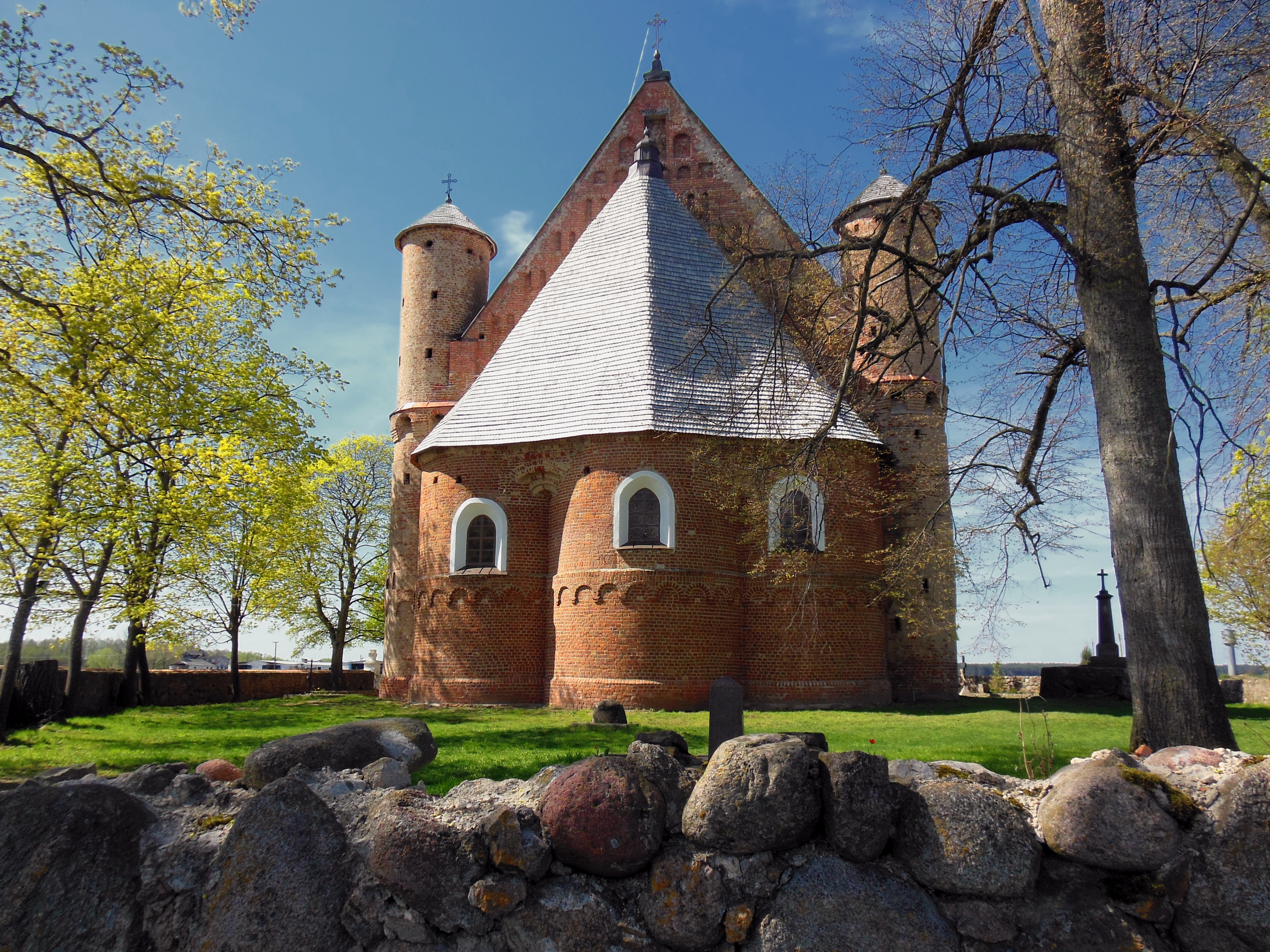
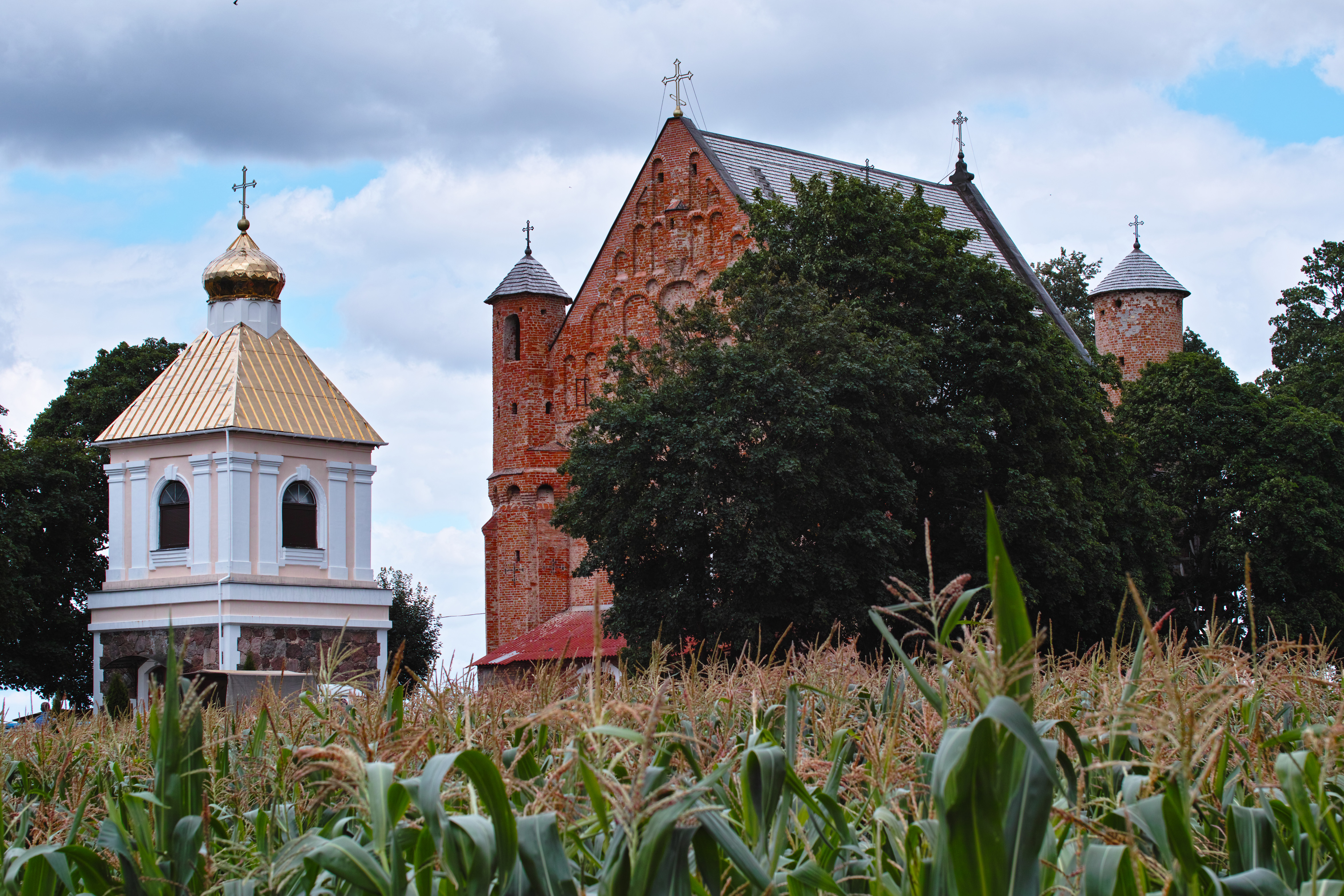